# Blang Rheue (Baktiya Barat)
Blang Rheue is een bestuurslaag in het regentschap Aceh Utara van de provincie Atjeh, Indonesië. Blang Rheue telt 301 inwoners (volkstelling 2010).